# آخرین اسب
آخرین اسب (اسپانیایی: El último caballo‎) یک فیلم کمدی اسپانیایی به کارگردانی ادگار نویل است که در سال ۱۹۵۰ منتشر شد.

## بازیگران
- فرناندو فرنان گومز
- کنچیتا مونتس
- خولیا کابا آلبا